# Гетьманська вулиця (Київ)
Гетьма́нська ву́лиця — вулиця в Голосіївському районі міста Києва, місцевість Ширма. Пролягає від Дубового провулку і Козацької вулиці до Батумської вулиці.
Прилучаються вулиці Батумська, Костанайська, провулки Сквирський, Старобільський та Костанайський.

## Історія
Виникла на початку 50-х років XX століття під назвою 758-ма Нова вулиця. 1953 року отримала назву Майкопська вулиця на честь міста в Росії Майкоп. 
Сучасна назва обрана шляхом голосування у застосунку «Київ Цифровий» — з жовтня 2022 року.